# František Josef z Klebelsbergu
František Josef hrabě z Klebelsbergu na Thumburgu (24. července 1774 Třebívlice – 28. prosince 1857 Třebívlice) byl český šlechtic, rakouský ministr, sběratel umění a spoluzakladatel Národního muzea v Praze a Pražské konzervatoře.

## Život
Pocházel z české větve původně tyrolského rodu, povýšeného do šlechtického stavu svobodných pánů roku 1530, který v pobělohorské době založil svou českou větev. Roku 1666 získali Klebelsbergové český inkolát a roku 1733 byl Maxmilán Lambert z Klebelsbergu povýšen do hraběcího stavu. František byl vnukem Josefa Arnošta z Klebelsbergu (1696–1737). Narodil se jako syn Vojtěcha Václava, hraběte z Klebelsbergu (†1812), apelačního rady a zemského soudce Království českého z jeho druhého sňatku s Antonií Kolowrat-Krakowskou (1737–1799), měl mladšího bratra Ferdinanda Františka (1775–1793), který padl jako praporečník rakouské císařské armády u Maubeuge. Z otcova prvního sňatku s Gabrielou Lažanskou měl František nevlastního bratra Jana Nepomuka (1768–1798) a sestru Annu Marii (*1772), provdanou Hildprandtovou z Ottenhausenu.
Vzděláním a diplomatickými schopnostmi na sebe František upozornil již v 90. letech 18. století, kdy vstoupil do rakouské diplomacie ve Francii. Brzy dosáhl postavení tajného císařského komorníka, sloužil postupně třem císařům (Leopoldu II., Františkovi I. a Ferdinandu V.). František Josef z Klebelsbergu od 20. let 19. století pomalu stoupal po dvorských a správních funkcích. V roce 1825 se stává zastupujícím místodržícím moravsko-slezským (guberniálním viceprezidentem), v roce 1827 skutečným tajným radou a zastupujícím místodržícím českým. V následujícím roce je jmenován místodržícím Dolních Rakous. V této funkci se vyznamenal při pomoci obětem a odstraňování následků škod velké dunajské povodně v roce 1830. Za své zásluhy a na přímluvu svého bratrance Františka Antonína Kolowrata je roku 1830 dosazen ve Vídni na post rakouského ministra financí, jeho čtyřleté vládní období bylo neúspěšné a skončilo státním dluhem. Jako ministr financí vystupoval proti velkým monopolům a místo toho prosazoval raději volnou hospodářskou soutěž. Ve své funkci také podpořil vznik Rakouského Lloydu, první rakouské paroplavební společnosti.
Dědictvím po otci vlastnil zámek Třebívlice na Litoměřicku a pražský palác čp. 144/II na nároží ulic Voršilské a Ostrovní (koncem 19. století byl zbořen před stavbou univerzitní koleje Arnošta z Pardubic). Další palác v Mariánských Lázních si dal postavit roku 1821.
Městečko Třebívlice nadále zveleboval novou výstavbou. Finančně pomohl se stavbou nové obecní školy i radnice. V roce 1818 dokonce František Josef z Klebelsbergu přesvědčil české gubernium a to jmenovalo Třebívlice lázněmi. V roce 1831 založil v Třebívlicích chudinský ústav, který následně i dotoval.

### Rodina
Po dlouholetém vztahu se roku 1843 oženil s altmarskou šlechtičnou Amálií von Broesigke, ovdovělou paní von Levetzow. Sňatku dlouho bránil stav rozvedené nevěsty a odlišná konfese, Klebelsberg byl katolík, Amálie protestantka. Jejich manželství bylo bezdětné. Amálie si však ze dvou předchozích manželství přivedla tři dcery, z nichž nejstarší Ulrika von Levetzow (1804–1899) zdědila Třebívlice. František Klebelsberg zemřel na zápal plic doma na zámku v Třebívlicích a byl stejně jako jeho rodiče pohřben do rodinné hrobky pod výklenkovou kaplí na katolickém hřbitově u kostela sv. Václava v Třebívlicích.

### Zájmy
Klebelsberg byl všestranně vzdělaný aristokrat. Jako velkostatkář byl na svém panství dobrým hospodářem, jako člen zemských spolků se zasazoval o rozšíření chovu ovcí či pěstování bource morušového. V pražském paláci a na zámku v Třebívlicích vybudoval knihovnu se vzácnými rukopisy, prvotiyk a literaturou mnoha oborů, od filozofie přes přírodovědu (geologie, mineralogie, geografie) a techniku, společenské vědy (historie, archeologie, heraldika), po beletrií, cestopisy i knihy o výtvarném umění. Jeho knihy svědčí o znalosti nejméně šesti jazyků - němčiny, francouzštiny, španělštiny, angličtiny a latiny. Byl milovníkem krásných žen, života, antické kultury, společníkem a obdivovatelem J. J. Winckelmanna a J. W. Goetha.
Klebelsberg byl také majitelem bohatých granátových polí v okolí Třebívlic a v roce 1819 založil na svém panství brusírnu českých granátů. Ke společenským normám jeho doby patřily časté pobyty v lázních, proto si dal v Mariánských lázních vystavět hotel Weimar, který zčásti užíval pro sebe a své hosty, a především pronajímal. Navštěvoval také rád Teplice nebo Karlovy Vary.

### Organizátor
Roku 1810 patřil v Praze k 8 šlechtickým signatářům zakládací listiny Společnosti pro zvelebení hudby v Čechách, která v roce 1811 pod názvem Pražská konzervatoř zahájila výuku žáků.
Roku 1818 se přihlásil do užšího okruhu vlastenecky smýšlejících aristokratů - zakladatelů Vlasteneckého muzea, dnes Národního muzea v Praze. Společně s Janem Norbertem z Neuberka sestavil a vlastní rukou sepsal první stanovy muzea a jeho finanční know-how. Muzeum podporoval až do 40. let 19. století. Společně se svým bratrancem Kašparem ze Šternberka je pokládán za jeho zakladatele.

## Pozůstalost
Svůj majetek odkázal manželce Amálii, po níž jej zdědila svobodná dcera Ulrika a dva její synovci Franz a Adalbert Rauchovi. Knihovna o 10 tisících dvazků se sbírkou grafiky byla deponována do Národního muzea. Kromě malého souboru (1 rukopisné knížky památníku syna Tychona Braha a 11 tisků) byla posléze rozptýlena, všechny grafické listy rozprodány na aukci v Norimberku. Národnímu muzeu v Praze Klebelsberg odkázal svou bustu, sbírku sádrových odlitků a čestných klíčů tajného komořího. Prostřednictvím pozůstalosti Ulriky von Lewetzow se Klebelsbergův mobilář ze zámku v Třebívlicích dostal do muzea města Mostu. Významnou část odeslali sudetoněmečtí radní v roce 1921 do Německa (do Národního Goethova muzea ve Výmaru), odkud se ale v roce 1934 vrátila zpět do Mostu. Dodnes jsou tak z velké části ve sbírkách Oblastního muzea a galerie v Mostě a v památníku města Třebívlice v zahradním domku tamějšího zámku.
Klebelsbergova písemná pozůstalost byla rozdělena do dvou fondů: Osobní korespondence a fragmenty genealogického bádání jsou uloženy v Archivu Národního muzea, fragmenty knihovny v Knihovně Národního muzea a její evidence v Památníku národního písemnictví v Praze.